# The Mild Mild West
The Mild Mild West — работа граффити-художника Бэнкси, расположенная в английском городе Бристоль. Бэнкси изобразил плюшевого мишку, бросающего коктейль Молотова в трёх спецназовцев.

## История
Бэнкси рисовал произведение в течение трёх дней в 1999 году. Это было сделано в ответ на различные нелегальные рейвы и вечеринки, проводившиеся на заброшенных складах вокруг Бристоля в 1990-х годах, которые привлекали повышенное внимание со стороны полиции. Специфическим спусковым крючком для создания работы стало событие на Винтерстоук-роуд, когда спецназ начал нападать на вечеринки. Произведение искусства пользуется популярностью у местного сообщества.
В апреле 2009 года художественное произведение было испорчено красной краской антиграффити-организацией под названием «Appropriate Media», но работа была быстро восстановлена. Бристольский городской совет объявил о планах заключить работу в стекло, что было подвергнуто критике со стороны местного сообщества, потому что это затруднит просмотр работы с улицы. «Coexist», организация, управляющая Стокс Крофтом, дорогой, на которой располагается дом с работой Бэнкси, не видит в его работе вандализма. Их представитель сказал: «Я не вижу, как распыление красной краски создаёт положительные изменения», и был рад, что добровольцы быстро собрались вместе, чтобы восстановить работу.